# Лоріс Фаччі
Лоріс Фаччі (італ. Loris Facci, 13 серпня 1983) — італійський плавець.
Учасник Олімпійських Ігор 2004, 2008 років.
Призер Чемпіонату світу з водних видів спорту 2007 року.